# Bundit Ungrangsee

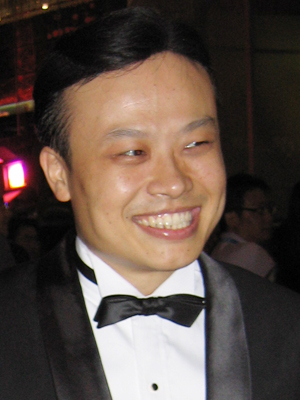
Bundit Ungrangsee (2007)

Bundit Ungrangsee (Thai: บัณฑิต อึ้งรังษี, RTGS: Banthit Uengrangsi; * 7. Dezember 1970) ist ein thailändischer Dirigent chinesischer Herkunft.
Bundit Ungrangsee studierte an der University of Michigan. Der Schüler von Jorma Panula und Lorin Maazel gewann 1998 ein Leonard-Bernstein-Dirigentenstipendium und besuchte in Tanglewood einen Kurs bei Jorma Panula Seiji Ozawa. 1998 kam er ins Semifinale des Wettbewerbes von Besançon, 1999 war er Gewinner des Internationalen Wettbewerbs für junge Dirigenten in Lissabon. 2002 war er einer der zwei Gewinner des Maazel-Vilar-Dirigierwettbewerbes, den die New Yorker Carnegie Hall mit den Juroren Lorin Maazel, Kyung-wha Chung, Glenn Dicterow und Krzysztof Penderecki durchführte.
Seitdem leitete Bundit mehr als 500 Konzerte mit über vierzig Orchestern, darunter dem Orchestra of St. Luke’s in New York, der Utah Symphony, dem Los Angeles Philharmonic Orchestra, dem Orchester des Teatro La Fenice in Venedig, dem Orchestra Sinfonica Siciliana in Palermo, der Auckland Philharmonia, dem Orchestra Internazionale d'Italia, dem Malaysian Philharmonic Orchestra, dem Istanbul State Symphony Orchestra und dem südkoreanischen Busan Philharmonic Orchestra. Seit 2005 ist er Erster Gastdirigent des Seoul Philharmonic Orchestra, mit dem er 2007 eine Tournee durch Thailand unternahm.
Zu den Solisten, mit denen Bundit zusammenarbeitete, zählen u. a. Maxim Vengerov, Julia Migenes, Joseph Alessi, Katia und Marielle Labèque, Christopher Parkening, Christine Brewer und Elmer Bernstein. 2004 nahm er mit Paula Robison und dem Charleston Symphony Orchestra bei Arabesque Records ein Album mit den Flötenkonzerten von Mozart auf.

## Weblink
- Homepage von Bundit Ungrangsee

| Personendaten    | Personendaten                                 |
| ---------------- | --------------------------------------------- |
| NAME             | Bundit Ungrangsee                             |
| ALTERNATIVNAMEN  | บัณฑิต อึ้งรังษี (Thai)                             |
| KURZBESCHREIBUNG | thailändischer Dirigent chinesischer Herkunft |
| GEBURTSDATUM     | 7. Dezember 1970                              |